# Corona (satelliti)
Il programma Corona fu una serie di satelliti spia prodotti e gestiti dalla CIA con l'assistenza dell'aeronautica militare statunitense. Questi satelliti vennero usati per la sorveglianza fotografica dell'Unione Sovietica, della Repubblica popolare cinese, e altre zone tra il giugno 1959 e il maggio 1972.
Questi satelliti vennero divisi in: KH-1, KH-2, KH-3, KH-4, KH-4A e KH-4B. Dove la sigla KH significava "Key Hole", mentre il numero era segno del cambio di strumentazione tra i vari satelliti. Da notare che questa nomenclatura venne usata dal 1962 con il KH-4, ai precedenti il nome venne applicato retroattivamente.
In totale vennero lanciati 144 satelliti Corona, anche se solo 102 fornirono fotografie utilizzabili.

## Storia e costi
Il nome iniziale fu "Discover" e nacque come parte del programma WS-117L, dell'aeronautica statunitense, nel 1956, presso la base Onizuka, parte dell'AFSPC.
Nel maggio 1958 il dipartimento della difesa trasferì il programma WS-117L presso l'ARPA.
I finanziamenti furono:
- 1958 per WS-117L, 108.2 milioni (nel 2013 sarebbero 0.87 miliardi) di dollari (da parte dell'aeronautica)
- 1959 per Discovery, 132.3 milioni (nel 2013 sarebbero 1.05 miliardi) (da parte di aeronautica e ARPA, oggi DARPA)
- 1960 per Discovery, 101.2 milioni (nel 2013 sarebbero 0.8 miliardi)

In seguito il progetto venne accelerato anche a seguito dell'abbattimento di un Lockheed U-2 nei cieli dell'URSS nel maggio 1960, che causò la Crisi degli U-2.

## Tecnica del programma
Inizialmente il satellite veniva messo in orbita da un razzo Thor-Agena, successivamente al primo stadio Thor venne sostituito il razzo Thorad, aumentando considerevolmente l'affidabilità del lanciatore, come terza alternativa vennero anche introdotti i vettori TAT (Thrust Augmented Thor).
A partire dal 1963 vennero anche aggiunti dei razzi di manovra a bordo del satellite, razzi ben diversi dagli stabilizzatori montati all'inizio del programma, questo perché, orbitando a bassa quota, necessaria per una corretta cattura delle immagini, il satellite risentiva dell'attrito con l'atmosfera che causava un decadimento dell'orbita.
Questi nuovi motori consentivano sia di mantenere il satellite Corona su un'orbita più alta, che quindi risentiva meno degli effetti dell'atmosfera, sia, quando si rendeva necessario mantenere il satellite a basse quote, di prolungare comunque la sua vita operativa.
 Per l'utilizzo in caso di crisi inattese un satellite e relativo razzo vettore, venivano mantenute dal National Reconnaissance Office nello stato "R-7", ossia pronte al lancio in 7 giorni, ma a partire dall'estate del 1965 il razzo, con annesso satellite, poteva essere lanciato con meno di un giorno di preavviso.
I primi satelliti orbitavano ad una quota di circa 160 km, anche se le missioni successive ridussero tale quota arrivando anche a soli 121 km di quota. Il satellite si sarebbe dovuto mantenere in rotazione su un suo asse per stabilizzare l'orbita, ma in tal modo le macchine fotografiche avrebbero potuto acquisire immagini solo quando la rotazione le avesse puntate verso la Terra; per ovviare a questo problema l'Itek, azienda produttrice delle fotocamere, propose la stabilizzazione su tutti e tre gli assi del satellite, consentendo una continua esposizione del suolo terrestre alle macchine stesse.
A partire dalla versione KH-3 venne installata sul satellite una fotocamera atta a localizzare alcune stelle, consentendo un successivo allineamento del satellite stesso tramite i dispositivi di spinta di bordo. A partire dal 1967 vennero utilizzate due fotocamere con un sistema che divenne successivamente noto con l'acronimo DISIC (Dual Improved Stellar Index Camera).
Al momento del rientro le fotografie venivano inviate a terra tramite un'apposita capsula di rientro, progettata dalla General Electric, che si staccava dal satellite e rientrava, lo scudo termico si sganciava a 18 km di quota quando entravano anche in azione i paracadute per rallentare ulteriormente la discesa, a questo punto la capsula veniva presa al volo da un aereo tramite un apposito sistema, oppure cadeva in acqua.
Per prevenire un eventuale recupero da altre forze la capsula era dotata di un tappo salino che si scioglieva, se immerso in acqua, in due giorni affondando la capsula e distruggendo quindi i suoi contenuti. Per mantenere la segretezza in caso di recupero accidentale inizialmente la capsula riportava la scritta "Segreto", ma dopo che nel 1964 la capsula venne recuperata da alcuni contadini del Venezuela si decise di sostituire all'indicazione "Segreto" la promessa di una ricompensa, il messaggio veniva scritto in 8 differenti lingue.
A partire dalla missione 69 il satellite venne dotato di 2 capsule, in tal modo il satellite al completamento della missione principale poteva entrare in uno stato letargico, dalla durata massima di 21 giorni, per poi riprendere a fare foto, a partire dal 1963 venne anche perfezionato il sistema di emergenza in caso di perdita di potenza, in particolare venne installato un sistema dotato di batteria in grado di espellere la capsula.
Gli approvvigionamenti e la manutenzione dei satelliti Corona era a carico della CIA, che, tramite alcune commesse di copertura, sfruttò gli impianti della Hiller Aircraft Company a Palo Alto dall'aprile 1958 al 1969, qui venivano testati ed assemblati i vari componenti prima di essere inviati alla base di Vandenberg. Tuttavia a partire dal 1969 la produzione venne trasferita alle industrie Lockheed a Sunnyvale.
Il programma Corona venne mantenuto sotto uno stretto segreto, tanto che i primi lanci vennero identificati come "Discoverer" una fantomatica tecnologia spaziale, e circondati da una cortina di disinformazione. Tali lanci, tra l'altro, servirono anche per lo sviluppo e l'ottimizzazione di altre tecnologie, tra le quali il sistema di prima allerta MIDAS, che sfrutto il lancio di Discoverer 19 (RM-1) e Discoverer 21 (RM-2) per controllare l'affidabilità dei suoi sistemi di localizzazione ad infrarossi.

## Strumentazione fotografica
I satelliti Corona usavano uno speciale rullino, prodotto da Eastman Kodak, inizialmente spesso 7.6 µm con una risoluzione di 170 linee per millimetro di film, associato ad una macchina fotografica con una lunghezza focale di 610 mm, con un contrasto di 2 a 1.
Come modello comparativo si possono utilizzare le migliori fotografie aeree della seconda guerra mondiale, che avevano una risoluzione di sole 50 linee per millimetro di film.
Successivamente il film in acetato venne sostituito da un film in poliestere, più adatto alle condizioni di volo nello spazio.
La lunghezza dei film variò considerevolmente nel corso del progetto, passando da un iniziale 2.4 km di film per macchina fotografica a 4.9 km nella quinta generazione, tale cambiamento fu possibile sia grazie all'aggiunta di altri rullini sia grazie alla riduzione in spessore del film stesso.
Generalmente si fece uso di film in bianco e nero, ma non mancarono missioni con film per l'infrarosso (1104) o a colori (1105 e 1108), tuttavia soprattutto il film a colori portò notevoli svantaggi per la risoluzione, facendo rapidamente abbandonare tale soluzione.
Questi film venivano impressionati dalle macchine fotografiche a bordo del satellite, queste erano prodotte dalla Itek Corporation con delle speciali lenti.
Le lenti erano in configurazione triplet, di 18 cm di diametro con un rapporto focale f/5 progettate appositamente per operare su questi satelliti, ma molto simili alle lenti Tessar della Carl Zeiss, tuttavia a partire dalla missione KH-4 le lenti vennero sostituite dalle Petzval f/3.5. Vennero scelte inoltre lenti panoramiche, in grado di muoversi su un arco di 70° dalla perpendicolare all'orbita, inoltre le lenti erano tenute in costante rotazione per compensare l'effetto del movimento del satellite.
Le stesse macchine fotografiche erano lunghe inizialmente 1.5 metri, ma vennero successivamente ingrandite fino a raggiungere la lunghezza di 2.7 m, sulle prime missioni ne venne installata una sola, ma venne presto introdotta la soluzione con due macchine fotografiche, quella frontale inclinata di 15° verso la prua, quella posteriore inclinata di 15° nella direzione opposta in tal modo poteva essere riprodotta successivamente un'immagine stereoscopica, un'ulteriore evoluzione del programma portò ad avere tre macchine fotografiche, la terza serviva solamente ad avere immagini "indice" per le immagini stereoscopiche ottenute dalle altre due macchine. Venne utilizzato il sistema J-3, sviluppato nel 1967, che prevedeva di montare la macchina su un cilindro, in grado di muoversi riducendo i problemi legati alla necessità di muovere la macchina e al contempo consentendo l'utilizzo di svariati filtri e accessori consentendo di acquisire immagini in condizioni molto differenti, fattore molto utile visti i fini del progetto.
Le prime fotocamere avevano una risoluzione di circa 12 m successivamente ridotta a 3 m, nelle successive missioni si riuscì a raggiungere una risoluzione di solo 30 cm, ma questo limitava troppo il campo della fotografia, venne scelta quindi una soluzione ottimizzata con una risoluzione di 91 cm.
Tuttavia le prime missioni soffrirono di un problema legato a scariche elettrostatiche che impressionavano il film, causando una sfocatura lungo i bordi dell'immagine, si tentò in molti modi di eliminare questo effetto (detto effetto corona) tra cui cercare di mettere a terra i componenti, e di costruire i componenti in modo che non accumulassero cariche elettrostatiche, inoltre si installarono migliori sistemi di controllo della temperatura e si tentò di lavorare in un ambiente più pulito. Questi tentativi riuscirono a ridurre l'effetto, ma come soluzione finale si esponevano alcune parti del film a obbiettivo chiuso se gli scatti non esposti non presentavano l'effetto corona o l'effetto era ritenuto accettabile per i fini della fotografia, allora si provvedeva al lancio.

## Lanci
| Mission No. | Nome          | Data del lancio | NSSDC ID No. | Nome alternativo | Dispositivo fotografico | Note |
| ----------- | ------------- | --------------- | ------------ | ---------------- | ----------------------- | --- |
| R&D         | Discoverer    | 21 Gen 1959     | 1959-E01     | 1959-E01         | nessuno                 | Missione fallita: non venne raggiunta l'orbita. |
| R&D         | Discoverer 1  | 28 Feb 1959     | 1959-002A    | 1959 BET         | nessuno                 | Primo oggetto in orbita polare |
| R&D         | Discoverer 2  | 13 Apr 1959     | 1959-003A    | 1959 GAM         | nessuno                 | Primo satellite stabilizzato su tre assi: recupero fallito. |
| R&D         | Discoverer 3  | 03 Giu 1959     | DISCOV3      | 1959-F02         | nessuno                 | Missione fallita: non venne raggiunta l'orbita. |
| 9001        | Discoverer 4  | 25 Giu 1959     | DISC4        | 1959-U01         | KH-1                    | Missione fallita: non venne raggiunta l'orbita. |
| 9002        | Discoverer 5  | 13 Ago 1959     | 1959-005A    | 1959 EPS 1       | KH-1                    | Missione fallita: avaria del sistema di alimentazione. Non recuperata. |
| 9003        | Discoverer 6  | 19 Ago 1959     | 1959-006A    | 1959 ZET         | KH-1                    | Missione fallita: malfunzionamento dei retrorazzi. Non recuperata. |
| 9004        | Discoverer 7  | 07 Nov 1959     | 1959-010A    | 1959 KAP         | KH-1                    | Missione fallita: non venne raggiunta l'orbita. |
| 9005        | Discoverer 8  | 20 Nov 1959     | 1959-011A    | 1959 LAM         | KH-1                    | Missione fallita: errata eccentricità orbitale. |
| 9006        | Discoverer 9  | 04 Feb 1960     | DiSC9        | 1960-F01         | KH-1                    | Missione fallita: non venne raggiunta l'orbita. |
| 9007        | Discoverer 10 | 19 Feb 1960     | DISC10       | 1960-F02         | KH-1                    | Missione fallita: distrutto dopo il lancio a causa di un errore nell'assetto. |
| 9008        | Discoverer 11 | 15 Apr 1960     | 1960-004A    | 1960 DEL         | KH-1                    | Missione fallita: malfunzionamento sistema di controllo dell'assetto. |
| R&D         | Discoverer 12 | 29 Giu 1960     | DISC12       | 1960-F08         | nessuno                 | La sonda non riuscì a mantenere l'orbita. |
| R&D         | Discoverer 13 | 10 Ago 1960     | 1960-008A    | 1960 THE         | nessuno                 | Primo recupero riuscito. |
| 9009        | Discoverer 14 | 18 Ago 1960     | 1960-010A    | 1960 KAP         | KH-1                    | Primo recupero IMINT dallo spazio. Le fotocamere funzionarono a livelli soddisfacenti. |
| 9010        | Discoverer 15 | 13 Set 1960     | 1960-012A    | 1960 MU          | KH-1                    | Missione fallita. Venne raggiunta l'orbita, ma la capsula affondò prima del recupero. |
| 9011        | Discoverer 16 | 26 Ott 1960     | 1960-F15     | 1960-F15         | KH-2                    | Missione fallita: il satellite non si separò dal vettore, non raggiungendo l'orbita desiderata. |
| 9012        | Discoverer 17 | 12 Nov 1960     | 1960-015A    | 1960 OMI         | KH-2                    | Missione fallita: venne raggiunta l'orbita, ma il nastro si separò precocemente lasciando solo 52 cm di film a bordo.                                                                                        |
| 9013        | Discoverer 18 | 07 Dic 1960     | 1960-018A    | 1960 SIG         | KH-2                    | Primo successo utilizzando il sistema KH-2. |
| RM-1        | Discoverer 19 | 20 Dic 1960     | 1960-019A    | 1960 TAU         | nessuno                 | Test del sistema Midas. |
| 9014A       | Discoverer 20 | 17 Feb 1961     | 1961-005A    | 1961 EPS 1       | KH-5                    | Vedi KH-5 |
| RM-2        | Discoverer 21 | 18 Feb 1961     | 1961-006A    | 1961 ZET         | nessuno                 | Test di razzi ad utilizzo discontinuo. |
| 9015        | Discoverer 22 | 30 Mar 1961     | DISC22       | 1961-F02         | KH-2                    | Missione fallita: il secondo stadio non riuscì a raggiungere la velocità orbitale. |
| 9016A       | Discoverer 23 | 08 Apr 1961     | 1961-011A    | 1961 LAM 1       | KH-5                    | Vedi KH-5 |
| 9018A       | Discoverer 24 | 16 Giu 1961     | DISC24       | 1961-F05         | KH-5                    | Vedi KH-5 |
| 9017        | Discoverer 25 | 16 Giu 1961     | 1961-014A    | 1961 XI 1        | KH-2                    | Capsula recuperata dal mare alla 32ª orbita, erano presenti striature sulla pellicola. |
| 9019        | Discoverer 26 | 07 Lug 1961     | 1961-016A    | 1961 PI          | KH-2                    | Malfunzionamento della fotocamera principale |
| 9020A       | Discoverer 27 | 21 Lug 1961     | DISC27       | 1961-F07         | KH-5                    | Vedi KH-5 |
| 9021        | Discoverer 28 | 03 Ago 1961     | DISC28       | 1961-F08         | KH-2                    | Missione fallita: nessun'orbita a causa di un'avaria al sistema di guida del satellite. |
| 9022        | Discoverer 30 | 12 Set 1961     | 1961-024A    | 1961 OME 1       | KH-3                    | Tutte le immagini non erano a fuoco come per la 9023. |
| 9023        | Discoverer 29 | 30 Ago 1961     | 1961-023A    | 1961 PSI         | KH-3                    | Primo utilizzo della KH-3. Tutte le immagini non erano a fuoco. |
| 9024        | Discoverer 31 | 17 Set 1961     | 1961-026A    | 1961 A BET       | KH-3                    | Missione fallita: perdita di potenza e perdita di controllo della propulsione alla 33ª orbita. La capsula non venne recuperata.                                                                              |
| 9025        | Discoverer 32 | 13 Ott 1961     | 1961-027A    | 1961 A GAM 1     | KH-3                    | Capsula recuperata all'orbita 18. 96% della pellicola non a fuoco. |
| 9026        | Discoverer 33 | 23 Ott 1961     | DISC33       | 1961-F10         | KH-3                    | Missione fallita: il satellite non si separò dal Thor. Nessun'orbita. |
| 9027        | Discoverer 34 | 05 Nov 1961     | 1961-029A    | 1961 A EPS 1     | KH-3                    | Missione fallita: un angolo di lancio inadatto portò ad un'orbita errata. avaria alla valvola del propellente.                                                                                               |
| 9028        | Discoverer 35 | 15 Nov 1961     | 1961-030A    | 1961 A ZET 1     | KH-3                    | Tutte le fotocamere funzionarono in maniera soddisfacente. Furono notati dei grani. |
| 9029        | Discoverer 36 | 12 Dic 1961     | 1961-034A    | 1961 A KAP 1     | KH-3                    | Il lancio portò OSCAR 1 in orbita. |
| 9030        | Discoverer 37 | 13 Gen 1962     | DISC37       | 1962-F01         | KH-3                    | Missione fallita nessun'orbita. |
| 9031        | Discoverer 38 | 27 Feb 1962     | 1962-005A    | 1962 EPS 1       | KH-4                    | Prima missione del KH-4. La maggior parte del film era lievemente fuori fuoco. |
| 9032        | Discoverer 39 | 18 Apr 1962     | 1962-011A    | 1962 LAM 1       | KH-4                    | |
| 9033        | FTV 1125      | 28 Apr 1962     | 1962-017A    | 1962 RHO 1       | KH-4                    | Missione fallita: il paracadute non si aprì. Non recuperata. |
| 9034A       | FTV 1126      | 15 Mag 1962     | 1962-018A    | 1962 SIG 1       | KH-5                    | Vedi KH-5 |
| 9035        | FTV 1128      | 30 Mag 1962     | 1962-021A    | 1962 PHI 1       | KH-4                    | Lievi effetti corona sulla pellicola |
| 9036        | FTV 1127      | 02 Giu 1962     | 1962-022A    | 1962 CHI 1       | KH-4                    | Missione fallita durante il recupero in volo. Il lancio portò OSCAR 2 in orbita. |
| 9037        | FTV 1129      | 23 Giu 1962     | 1962-026A    | 1962 A BET       | KH-4                    | L'effetto corona era presente su alcuni rullini |
| 9038        | FTV 1151      | 28 Giu 1962     | 1962-027A    | 1962 A GAM       | KH-4                    | Gravi effetti corona |
| 9039        | FTV 1130      | 21 Lug 1962     | 1962-031A    | 1962 A ETA       | KH-4                    | Annullato dopo 6 passaggi fotografici. Pesanti effetti corona e foschia da radiazione. |
| 9040        | FTV 1131      | 28 Lug 1962     | 1962-032A    | 1962 A THE       | KH-4                    | Nessun filtro sulle fotocamere. Pesanti effetti corona e foschia da radiazione. |
| 9041        | FTV 1152      | 02 Ago 1962     | 1962-034A    | 1962 A KAP 1     | KH-4                    | Gravi effetti corona e foschia da radiazione. |
| 9042A       | FTV 1132      | 01 Set 1962     | 1962-044A    | 1962 A UPS       | KH-5                    | Vedi KH-5 |
| 9043        | FTV 1133      | 17 Set 1962     | 1962-046A    | 1962 A CHI       | KH-4                    | Posizionata su un'orbita molto eccentrica (207 km x 670 km), la capsula venne fatta rientrare dopo un giorno, il film subì una grave foschia.                                                                |
| 9044        | FTV 1153      | 29 Ago 1962     | 1962-042A    | 1962 A SIG       | KH-4                    | Assetto erratico della capsula. Minima foschia. |
| 9045        | FTV 1154      | 29 Set 1962     | 1962-050A    | 1962 B BET       | KH-4                    | Primo uso della fotocamera stellare. |
| 9046A       | FTV 1134      | 09 Ott 1962     | 1962-053A    | 1962 B EPS       | KH-5                    | Vedi KH-5 |
| 9047        | FTV 1136      | 05 Nov 1962     | 1962-063A    | 1962 B OMI       | KH-4                    | Malfunzionamento del coperchio della fotocamera. |
| 9048        | FTV 1135      | 24 Nov 1962     | 1962-065A    | 1962 B RHO       | KH-4                    | Alcune pellicole erano esposte scorrettamente. |
| 9049        | FTV 1155      | 04 Dic 1962     | 1962-066A    | 1962 B SIG       | KH-4                    | Missione fallita durante il recupero. |
| 9050        | FTV 1156      | 14 Dic 1962     | 1962-069A    | 1962 B PHI       | KH-4                    | |
| 9051        | OPS 0048      | 07 Gen 1963     | 1963-002A    | 1963-002A        | KH-4                    | Assetto erratico della capsula. Non vennero ottenute le immagini delle effemeridi. |
| 9052        | OPS 0583      | 28 Feb 1963     | 1963-F02     | 1963-F02         | KH-4                    | Missione fallita: autodistrutta. |
| 9053        | OPS 0720      | 01 Apr 1963     | 1963-007A    | 1963-007A        | KH-4                    | |
| 9054        | OPS 0954      | 12 Giu 1963     | 1963-019A    | 1963-019A        | KH-4                    | Alcune immagini vennero danneggiate dall'effetto corona. |
| 9055A       | OPS 1008      | 26 Apr 1963     | 1963-F07     | 1963-F07         | KH-5                    | Vedi KH-5 |
| 9056        | OPS 0999      | 26 Giu 1963     | 1963-025A    | 1963-025A        | KH-4                    | Trasportata una fotocamera sperimentale. |
| 9057        | OPS 1266      | 19 Lug 1963     | 1963-029A    | 1963-029A        | KH-4                    | |
| 9058A       | OPS 1561      | 29 Ago 1963     | 1963-035A    | 1963-035A        | KH-5                    | Vedi KH-5 |
| 9059A       | OPS 2437      | 29 Ott 1963     | 1963-042A    | 1963-042A        | KH-5                    | Vedi KH-5 |
| 9060        | OPS 2268      | 09 Nov 1963     | 1963-F14     | 1963-F14         | KH-4                    | Missione fallita: nessun'orbita. |
| 9061        | OPS 2260      | 27 Nov 1963     | 1963-048A    | 1963-048A        | KH-4                    | Missione fallita: la capsula di rientro si separò dal satellite, ma rimase in orbita. |
| 9062        | OPS 1388      | 21 Dic 1963     | 1963-055A    | 1963-055A        | KH-4                    | L'effetto corona coprì buona parte della pellicola. |
| 9065A       | OPS 2739      | 21 Ago 1964     | 1964-048A    | 1964-048A        | KH-5                    | Vedi KH-5 |
| 9066A       | OPS 3236      | 13 Giu 1964     | 1964-030A    | 1964-030A        | KH-5                    | Vedi KH-5 |
| 1001        | OPS 1419      | 24 Ago 1963     | 1963-034A    | 1963-034A        | KH-4A                   | Prima missione del KH-4A. Alcuni film erano coperti. Nonostante fossero presenti a bordo due capsule di rientro una (1001-2) non venne mai recuperata.                                                       |
| 1002        | OPS 1353      | 23 Set 1963     | 1963-037A    | 1963-037A        | KH-4A                   | Gravi danni dovuti ad ingresso di luce. |
| 1003        | OPS 3467      | 24 Mar 1964     | 1964-F04     | 1964-F04         | KH-4A                   | Missione fallita: avaria al sistema di guida. Nessun'orbita. |
| 1004        | OPS 3444      | 15 Feb 1964     | 1964-008A    | 1964-008A        | KH-4A                   | Minori effetti legati a fenomeni elettrostatici ed esposizioni non volute. |
| 1005        | OPS 2921      | 27 Apr 1964     | 1964-022A    | 1964-022A        | KH-4A                   | Missione fallita: la capsula di rientro atterrò in Venezuela. |
| 1006        | OPS 3483      | 04 Giu 1964     | 1964-027A    | 1964-027A        | KH-4A                   | |
| 1007        | OPS 3754      | 19 Giu 1964     | 1964-032A    | 1964-032A        | KH-4A                   | Alcune parti non erano a fuoco. |
| 1008        | OPS 3491      | 10 Giu 1964     | 1964-037A    | 1964-037A        | KH-4A                   | |
| 1009        | OPS 3042      | 05 Ago 1964     | 1964-043A    | 1964-043A        | KH-4A                   | |
| 1010        | OPS 3497      | 14 Set 1964     | 1964-056A    | 1964-056A        | KH-4A                   | Piccoli errori di messa a fuoco in momenti casuali durante la missione da entrambe le fotocamere. |
| 1011        | OPS 3333      | 05 Ott 1964     | 1964-061A    | 1964-061A        | KH-4A                   | Recupero primario fallito per il recupero della seconda parte della missione (1011-2). Piccole aree non a fuoco.                                                                                             |
| 1012        | OPS 3559      | 17 Ott 1964     | 1964-067A    | 1964-067A        | KH-4A                   | L'assetto del veicolo divenne instabile durante la seconda parte della missione, causando un recupero anticipato.                                                                                            |
| 1013        | OPS 5434      | 02 Nov 1964     | 1964-071A    | 1964-071A        | KH-4A                   | Anomalia software dopo il lancio. Le fotocamere principali smisero di funzionare durante la prima parte della missione, circa il 65% delle immagini catturate dalla fotocamera posteriore erano fuori fuoco. |
| 1014        | OPS 3360      | 18 Nov 1964     | 1964-075A    | 1964-075A        | KH-4A                   | |
| 1015        | OPS 3358      | 19 Dic 1964     | 1964-085A    | 1964-085A        | KH-4A                   | Discrepanze tra l'area pianificata e l'area effettivamente fotografata a causa di problemi di telemetria durante le prime 6 orbite. lievi aree fuori fuoco della fotocamera posteriore.                      |
| 1016        | OPS 3928      | 15 Gen 1965     | 1965-002A    | 1965-002A        | KH-4A                   | Ridotta qualità delle immagini a causa di riflessi all'interno della fotocamera |
| 1017        | OPS 4782      | 25 Feb 1965     | 1965-013A    | 1965-013A        | KH-4A                   | Malfunzionamento della macchina fotografica durante le ultime 5 orbite. |
| 1018        | OPS 4803      | 25 Mar 1965     | 1965-026A    | 1965-026A        | KH-4A                   | Primo KH-4A ad essere lanciato in un'orbita retrograda. |
| 1019        | OPS 5023      | 29 Apr 1965     | 1965-033A    | 1965-033A        | KH-4A                   | Malfunzionamento del sistema di recupero: 1019-2 non venne recuperata. |
| 1020        | OPS 8425      | 09 Giu 1965     | 1965-045A    | 1965-045A        | KH-4A                   | Malfunzionamento dell'assetto causò un recupero anticipato di 1020-2 |
| 1021        | OPS 8431      | 18 Mag 1965     | 1965-037A    | 1965-037A        | KH-4A                   | La fotocamera posteriore smise di funzionare all'orbita 102. |
| 1022        | OPS 5543      | 19 Giu 1965     | 1965-057A    | 1965-057A        | KH-4A                   | |
| 1023        | OPS 7208      | 17 Ago 1965     | 1965-067A    | 1965-067A        | KH-4A                   | Un errore nella programmazione causò l'arresto della fotocamera frontale tra le orbite 103 e 132. |
| 1024        | OPS 7221      | 22 Set 1965     | 1965-074A    | 1965-074A        | KH-4A                   | |
| 1025        | OPS 5325      | 05 Ott 1965     | 1965-079A    | 1965-079A        | KH-4A                   | |
| 1026        | OPS 2155      | 28 Ott 1965     | 1965-086A    | 1965-086A        | KH-4A                   | |
| 1027        | OPS 7249      | 09 Dic 1965     | 1965-102A    | 1965-102A        | KH-4A                   | Assetto instabile: recuperata dopo due giorni di operazioni. |
| 1028        | OPS 4639      | 24 Dic 1965     | 1965-110A    | 1965-110A        | KH-4A                   | |
| 1029        | OPS 7291      | 02 Feb 1966     | 1966-007A    | 1966-007A        | KH-4A                   | |
| 1030        | OPS 3488      | 09 Mar 1966     | 1966-018A    | 1966-018A        | KH-4A                   | |
| 1031        | OPS 1612      | 07 Apr 1966     | 1966-029A    | 1966-029A        | KH-4A                   | Malfunzionamento della fotocamera posteriore dopo il recupero della prima capsula. Non venne ricevuto materiale tramite la seconda (1031-2).                                                                 |
| 1032        | OPS 1508      | 3 Mag 1966      | 1966-F05A    | 1966-F05         | KH-4A                   | Missione fallita: non venne raggiunta l'orbita. |
| 1033        | OPS 1778      | 24 Mag 1966     | 1966-042A    | 1966-042A        | KH-4A                   | La fotocamera stellare rimase aperta per 200 immagini. |
| 1034        | OPS 1599      | 21 Giu 1966     | 1966-055A    | 1966-055A        | KH-4A                   | Avaria al controllo di velocità e quota, immagini di scarsa qualità dalla 5ª orbita. |
| 1035        | OPS 1703      | 20 Set 1966     | 1966-085A    | 1966-085A        | KH-4A                   | Prima missione a volare con modifiche per una geometria non euclidea. |
| 1036        | OPS 1545      | 09 Ago 1966     | 1966-072A    | 1966-072A        | KH-4A                   | |
| 1037        | OPS 1866      | 08 Nov 1966     | 1966-102A    | 1966-102A        | KH-4A                   | Seconda missione con geometria non euclidea. Foschia nei materiali recuperati. |
| 1038        | OPS 1664      | 14 Gen 1967     | 1967-002A    | 1967-002A        | KH-4A                   | |
| 1039        | OPS 4750      | 22 Feb 1967     | 1967-015A    | 1967-015A        | KH-4A                   | |
| 1040        | OPS 4779      | 30 Mar 1967     | 1967-029A    | 1967-029A        | KH-4A                   | |
| 1041        | OPS 4696      | 9 Mag 1967      | 1967-043A    | 1967-043A        | KH-4A                   | A causa di un'avaria al sistema di spegnimento dei razzi il satellite finì su un'orbita molto eccentrica, degradando le immagini acquisite.                                                                  |
| 1042        | OPS 3559      | 16 Giu 1967     | 1967-062A    | 1967-062A        | KH-4A                   | |
| 1043        | OPS 4827      | 07 Ago 1967     | 1967-076A    | 1967-076A        | KH-4A                   | |
| 1044        | OPS 0562      | 02 Nov 1967     | 1967-109A    | 1967-109A        | KH-4A                   | |
| 1045        | OPS 2243      | 24 Gen 1968     | 1968-008A    | 1968-008A        | KH-4A                   | |
| 1046        | OPS 4849      | 14 Mar 1968     | 1968-020A    | 1968-020A        | KH-4A                   | |
| 1047        | OPS 5343      | 20 Giu 1968     | 1968-052A    | 1968-052A        | KH-4A                   | |
| 1048        | OPS 0165      | 18 Set 1968     | 1968-078A    | 1968-078A        | KH-4A                   | |
| 1049        | OPS 4740      | 12 Dic 1968     | 1968-112A    | 1968-112A        | KH-4A                   | |
| 1050        | OPS 3722      | 19 Mar 1969     | 1969-026A    | 1969-026A        | KH-4A                   | |
| 1051        | OPS 1101      | 2 Mag 1969      | 1969-041A    | 1969-041A        | KH-4A                   | |
| 1052        | OPS 3531      | 22 Set 1969     | 1969-079A    | 1969-079A        | KH-4A                   | Ultima missione per il KH-4A |
| 1101        | OPS 5089      | 15 Set 1967     | 1967-087A    | 1967-087A        | KH-4B                   | Prima missione per il KH-4B |
| 1102        | OPS 1001      | 09 Dic 1967     | 1967-122A    | 1967-122A        | KH-4B                   | |
| 1103        | OPS 1419      | 1 Mag 1968      | 1968-039A    | 1968-039B        | KH-4B                   | |
| 1104        | OPS 5955      | 07 Ago 1968     | 1968-065A    | 1968-065A        | KH-4B                   | Esperimenti agli infrarossi monocromatici e a colori durante la missione, inclusi gli SO-180 IR. |
| 1105        | OPS 1315      | 03 Nov 1968     | 1968-098A    | 1968-098A        | KH-4B                   | |
| 1106        | OPS 3890      | 05 Feb 1969     | 1969-010A    | 1969-010A        | KH-4B                   | |
| 1107        | OPS 3654      | 24 Lug 1969     | 1969-063A    | 1969-063A        | KH-4B                   | La fotocamera frontale si guastò dopo la prima orbita. |
| 1108        | OPS 6617      | 04 Dic 1969     | 1969-105A    | 1969-105A        | KH-4B                   | |
| 1109        | OPS 0440      | 04 Mar 1970     | 1970-016A    | 1970-016A        | KH-4B                   | |
| 1110        | OPS 4720      | 20 Mag 1970     | 1970-040A    | 1970-040A        | KH-4B                   | |
| 1111        | OPS 4324      | 23 Giu 1970     | 1970-054A    | 1970-054A        | KH-4B                   | |
| 1112        | OPS 4992      | 18 Nov 1970     | 1970-098A    | 1970-098A        | KH-4B                   | La fotocamera frontale di guastò all'orbita 104 |
| 1113        | OPS 3297      | 17 Feb 1971     | 1971-F01A    | 1971-F01         | KH-4B                   | Missione fallita a causa di un'avaria al vettore Thor. Distrutta poco dopo il lancio. |
| 1114        | OPS 5300      | 24 Mar 1971     | 1971-022A    | 1971-022A        | KH-4B                   | Software di bordo in avaria dall'orbita 235. |
| 1115        | OPS 5454      | 10 Set 1971     | 1971-076A    | 1971-076A        | KH-4B                   | |
| 1116        | OPS 5640      | 19 Apr 1972     | 1972-032A    | 1972-032A        | KH-4B                   | |
| 1117        | OPS 6371      | 25 Mag 1972     | 1972-039A    | 1972-039A        | KH-4B                   | Ultima missione per il KH-4B. La missione venne accorciata da 19 a 6 giorni a seguito di un'avaria nel dispiegamento dei pannelli solari e di una perdita nel sistema di propulsione Agena.                  |